# Coeficiente de sedimentación
El coeficiente de sedimentación de una partícula caracteriza su sedimentación durante la centrifugación. Se define como la relación entre la velocidad de sedimentación de una partícula y la aceleración aplicada que causa la sedimentación.
| Símbolo               | Nombre                                          | Unidad |
| --------------------- | ----------------------------------------------- | ------ |
| {\displaystyle s}     | Coeficiente de sedimentación                    | s      |
| {\displaystyle v_{t}} | Velocidad de sedimentación (Velocidad terminal) | m / s  |
| {\displaystyle a}     | Aceleración aplicada que causa la sedimentación | m / s2 |

La velocidad de sedimentación {\displaystyle v_{t}}  también es la velocidad terminal. Es constante porque la fuerza aplicada a una partícula por gravedad o por una centrífuga (generalmente en múltiplos de decenas de miles de gravedades en una ultracentrífuga) se equilibra con la resistencia viscosa (o "arrastre") del fluido (normalmente agua) a través de que se mueve la partícula. La aceleración aplicada a (en m / s2) puede ser la aceleración gravitacional g, o más comúnmente la aceleración centrífuga  {\displaystyle \omega ^{2}r}. En el último caso, {\displaystyle \omega } omega es la velocidad angular del rotor y r es la distancia de una partícula al eje del rotor (radio).
La resistencia viscosa de una partícula esférica viene dada por la ley de Stokes:6πηr0v donde η es la viscosidad del medio, r0 es el radio de la partícula yv es la velocidad de la partícula. La ley de Stokes se aplica a esferas pequeñas en una cantidad infinita de fluido.

## Como calcularlo
El coeficiente de sedimentación de una partícula o macromolécula se calcula dividiendo su velocidad constante de sedimentación (en m/s) por la aceleración aplicada (en m/s2). La velocidad es constante porque la aceleración aplicada por la ultracentrífuga (Estas máquinas provocan, mediante fuerzas centrífugas, que se alcancen valores de 9 millones de veces superior al valor normal) es compensada por la resistencia viscosa del medio a través del cual se desplaza la partícula (normalmente agua). El resultado tiene dimensiones de tiempo y se expresa habitualmente en svedbergs (S).
Los valores de coeficientes de sedimentación no son aditivos, debido a que dependen tanto de la masa, como de la forma que tenga la molécula. Una partícula formada por la unión de dos partículas 5 S no tiene un coeficiente de sedimentación de 10 S. Por ejemplo, los ribosomas eucariotas están formados por dos subunidades,la subunidad mayor presenta 60S y la subunidad menor 40S. Sin embargo, el valor final del conjunto del ribosoma no se computa, sino que es (80S).